# Хакко-Мару (1030)
Хакко-Мару (1030) — транспортне судно, яке під час Другої світової війни брало участь у операціях японських збройних сил на Тихому океані. 
Судно спорудили як SS Speelman в 1926 році на нідерландській верфі Wilton Feijenoord N.V. у Роттердамі для компанії Koninklijke Paketvaart Maatschappij.  
2 березня 1942-го судно затопили у Сурабаї (головна база на сході острова Ява) щоб запобігти його попаданню до рук японців, що 1 вересня висадились на Яві. В подальшому японці підняли судно та почали використовувати під найменуванням «Хакко-Мару».
7 травня 1945-го судно знаходилось у Макассарі (південно-західний півострів острова Сулавесі), де було потоплене під час атаки американських літаків B-24.